# Centerville (Iowa)
Centerville ist eine Kleinstadt (mit dem Status „City“) und Verwaltungssitz des Appanoose County im US-amerikanischen Bundesstaat Iowa. Das U.S. Census Bureau hat bei der Volkszählung 2020 eine Einwohnerzahl von 5.412 ermittelt.

## Geografie
Centerville liegt im Süden Iowas, rund 5 km westlich des Chariton River, einem linken Nebenfluss des Missouri River. Die Grenze zum südlich benachbarten Bundesstaat Missouri ist rund 20 km von Centerville entfernt. Die Stadt liegt rund 140 km westlich des Mississippi, der die Grenze zu Illinois bildet.
Die geografischen Koordinaten von Centerville sind 40°44′03″ nördlicher Breite und 92°52′27″ westlicher Länge. Das Stadtgebiet erstreckt sich über eine Fläche von 12,67 km².
Nachbarorte von Centerville sind Rathbun (10 km nördlich), Udell (16,7 km ostnordöstlich), Moulton (22,3 km ostsüdöstlich), Exline (11,7 km südsüdöstlich), Cincinnati (14,5 km südsüdwestlich), Numa (12,8 km südwestlich), Plano (16,6 km westlich) und Mystic (10,3 km nordwestlich).
Die nächstgelegenen Großstädte sind Iowas Hauptstadt Des Moines (141 km nordwestlich), Cedar Rapids (234 km nordöstlich), die Quad Cities in Iowa und Illinois (284 km ostnordöstlich), St. Louis in Missouri (415 km südöstlich), Missouris größte Stadt Kansas City (284 km südwestlich) und Nebraskas größte Stadt Omaha (320 km westnordwestlich).

## Verkehr
Der Iowa Highway 5 führt in Nord-Süd-Richtung durch Centerville. Im Zentrum kreuzt der von West nach Ost verlaufende Iowa Highway 2. Alle weiteren Straßen sind untergeordnete Landstraßen, teils unbefestigte Fahrwege sowie innerörtliche Verbindungsstraßen.
Mit dem Centerville Municipal Airport befindet sich 6,7 km südwestlich des Stadtzentrums ein kleiner Flugplatz. Der nächste Verkehrsflughafen ist der Des Moines International Airport (138 km nordwestlich).

## Geschichte
Bei der Gründung im Jahr 1846 wurde die Siedlung Chaldea genannt. Im gleichen Jahr wurde der Verwaltungssitz des Appanoose County hier eingerichtet. Nachdem der Ort zwischenzeitlich Sentorville hieß, bekam er 1855 durch einen Buchstabierfehler den Namen Centerville, der seitdem in den offiziellen Akten steht. Im Jahr 1857 wurde der Ort nach der Annahme einer Gemeindeverfassung als selbstständige Kommune inkorporiert.

## Bevölkerung
Nach der Volkszählung im Jahr 2010 lebten in Centerville 5528 Menschen in 2491 Haushalten. Die Bevölkerungsdichte betrug 436,3 Einwohner pro Quadratkilometer. In den 2491 Haushalten lebten statistisch je 2,17 Personen.
Ethnisch betrachtet setzte sich die Bevölkerung zusammen aus 96,5 Prozent Weißen, 0,9 Prozent Afroamerikanern, 0,4 Prozent amerikanischen Ureinwohnern, 0,3 Prozent Asiaten sowie 0,3 Prozent aus anderen ethnischen Gruppen; 1,5 Prozent stammten von zwei oder mehr Ethnien ab. Unabhängig von der ethnischen Zugehörigkeit waren 1,9 Prozent der Bevölkerung spanischer oder lateinamerikanischer Abstammung.
22,6 Prozent der Bevölkerung waren unter 18 Jahre alt, 57,2 Prozent waren zwischen 18 und 64 und 20,2 Prozent waren 65 Jahre oder älter. 53,4 Prozent der Bevölkerung waren weiblich.
Das mittlere jährliche Einkommen eines Haushalts lag bei 32.551 USD. Das Pro-Kopf-Einkommen betrug 19.957 USD. 17,8 Prozent der Einwohner lebten unterhalb der Armutsgrenze.

## Bekannte Bewohner
- Francis M. Drake (1830–1903) – 16. Gouverneur von Iowa (1896–1898) – lebte bis zu seinem Tod in Centerville und ist hier beigesetzt
- Simon Estes (* 1938) – Opernsänger – geboren und aufgewachsen in Centerville
- Karl M. Le Compte (1887–1972) – republikanischer Abgeordneter des US-Repräsentantenhauses (1939–1959) – starb in Centerville
- John K. Valentine (1904–1950) – 28. Vizegouverneur von Iowa (1937–1939) – starb in Centerville und ist hier beigesetzt
- Madison Miner Walden (1836–1891) – republikanischer Abgeordneter des US-Repräsentantenhauses (1871–1873) – lebte jahrelang in Centerville und ist hier beigesetzt